# Fractura proximal de fémur
Una fractura proximal de fémur es un tipo de fractura de cadera que se produce en la parte superior del fémur (hueso del muslo). Los síntomas pueden incluir dolor alrededor de la cadera, particularmente con el movimiento, y encogimiento de la pierna. Por lo general, la persona no puede caminar.
La mayor parte de las veces se produce por el resultado de un trauma, en personas mayores frecuentemente como resultado de una caída de propia altura. Los factores de riesgo incluyen osteoporosis, tomar muchos medicamentos, consumo de alcohol y cáncer metastásico. El diagnóstico generalmente se realiza mediante radiografías. Ocasionalmente, se pueden requerir imágenes por resonancia magnética, una tomografía computarizada o una gammagrafía ósea para llegar al diagnóstico.
El manejo del dolor puede requerir el uso de opioides o un bloqueo nervioso. Si la salud de la persona lo permite, la recomendación es la cirugía dentro de los dos días del accidente. Las opciones de cirugía pueden incluir un reemplazo total de cadera o la estabilización de la fractura con tornillos. Se recomienda un tratamiento anticoagulante para prevenir los coágulos de sangre después de la cirugía.
Alrededor del 15% de las mujeres padecerán una fractura de este tipo en algún momento de sus vidas; las mujeres se ven más afectadas que los hombres. Las fracturas de cadera se vuelven más comunes con la edad. El riesgo de muerte en el año siguiente a una fractura es de alrededor del 20 % en las personas mayores.